# Muzeologie
Muzeologia reprezintă știința care are ca obiect studiul organizării muzeelor, al păstrării și prezentării exponatelor dintr-un muzeu.

## Muzeologie sau Muzeografie?
Această controversă apare în perioada interbelică. În general s-a ajuns la concluzia că muzeologia este ansamblul ordonat, sistematizat rațional al cunoștințelor noastre despre muzeu, iar muzeografia este mai ales descrierea istorică a muzeelor (parte a muzeologiei).

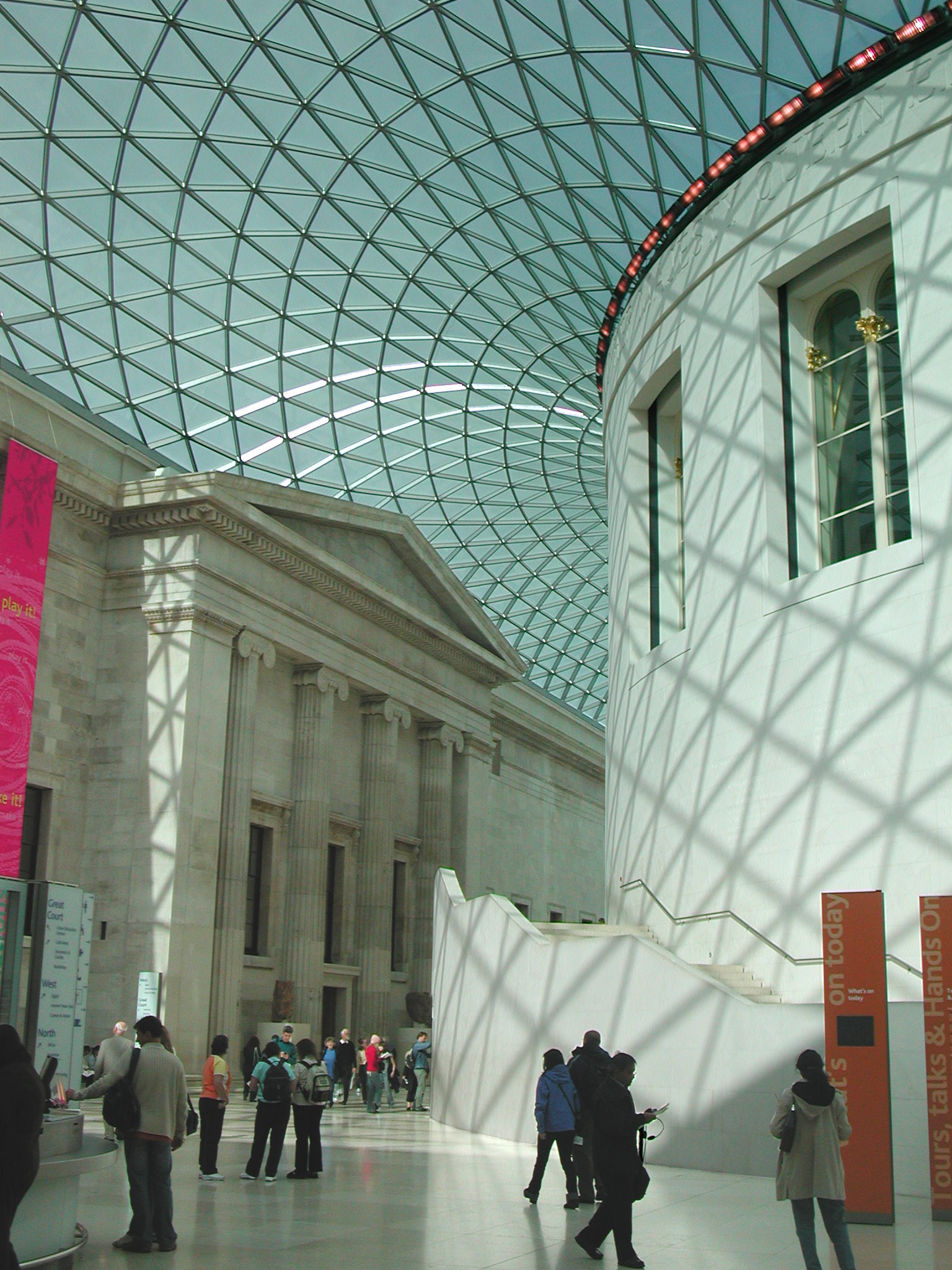
British Museum, Great Court

## Definiția muzeului
Conform ICOM, muzeul este o instituție cultural științifică care are drept obiectiv colectarea și conservarea bunurilor culturale și valorificarea lor prioritar prin expunere, în scop de instruire, educare și agrement a celui mai larg public.

## Constituirea și dezvoltarea patrimoniului muzeal

### Căile de constituire și dezvoltare a patrimoniului muzeal
1. Achiziția
  1. Libera, prin contract de vânzare-cumpărare.
  2. Forțată, prin prevederi speciale ale legii care conduc către expropriere.
  3. Condiționată, prin condiții speciale impuse de furnizor.
2. Donația, simplă sau condiționată.
3. Colectarea în teren, de exemplu în cazul săpăturilor arheologice.
4. Mână moartă - lipsa moștenitorilor implică intervenția statului care poate alege ca bunuri de interes muzeal să fie distribuite muzeelor specializate.
5. Schimburi inter muzeale - diversificarea patrimoniului muzeal.

### Cercetarea de muzeu
Cercetarea constituie calea cea mai importantă de dezvolatare a patrimoniului muzeal; constituie baza științifică a acestuia.
Tipuri de cercetare muzeală:
1. Cercetarea specifică
  1. Istoria naturală. Muzeul este interesat in această formă de cercetare pentru a putea restitui în muzeu aspecte veridice ale naturii.
  2. Arheologia - determinarea siturilor arheologice și cercetarea artefactelor arheologice provenite din săpături.
  3. Istorie (în general locală).
  4. Istoria artei
  5. Etnologia
  6. Istoria tehnicii
2. Investigația structurală - datare, zonare, determinare a compoziției chimice sau a materialelor. De exemplu cele mai cunoscute tehnici de datare ar fi în primul rând C14.
3. Cercetarea socio-psihologică a publicului muzeului reprezintă cercetarea statistică a structurilor de public, a opțiunilor, comportamnetului publicului.

Valorificarea rezultatelor cercetării:
1. Metodologia catalogului si repertoriului. Catalogul și repertoriul sunt forme scrise multiplicabile de valorificare a cercetarii științifice din muzeu. Repertoriul epuizează o mulțime închisă; catalogul inventariază o parte dintr-o mulțime furnizând informații exhaustive.
  1. Metodologia repertoriului.
    1. Repertoriul topografic.
    2. Repertoriul tipologic.
    3. Repertoriul de instituții.
    4. Repertoriul de obiecte.
    5. Repertoriul biografic.
    6. Repertoriile bibliografice.

  2. Metodologia catalogului
    1. Cataloage signaletice (expoziții temporare de scurtă durată și mică întindere).
    2. Catalogul sumar (nu epuizează anasamblul obiectelor la care se referă și nu epuizează informația cu privire la fiecare obiect).
    3. Gidul catalog (descriere a muzeului pe secții, teme, săli, vitrine cu o enumerare sumară a pieselor mai importante).
    4. Catalogul selectiv (mai puțin teoretic).
    5. Catalogul de colecție (cvasiexhaustiv)
    6. Catalogul exhaustiv (epuizeaza mulțimea de itemuri și informația pentru fiecare).

### Constituirea și structura patrimoniului muzeal în raport cu diversitatea lui
1. Principiul calității și adecvării la profilul de specialitate.
  1. Patrimoniul muzeal - eșantion reprezentativ al patrimoniului cultural.
  2. Principiul adecvării la profilul muzeului.
2. Principiile unicității, rarității ți diversificării în detaliu.
3. Bunurile culturale seriale si principiul eșantionului reprezentativ.

### Evidența patrimoniului muzeal
1. Registrul inventar
2. Fișa analitică de evidență a patrimoniului muzeal.

### Documentarea de muzeu
1. Biblioteca de cărți și periodice.
2. Fișierele de muzeu (de evidență analitică a patrimoniului și de conservare).
3. Arhiva documentară.
4. Cartoteca (hărți, planuri, desene metrice).
5. Fototeca.
6. Fonoteca.

## Specializari
Muzeologie / Cercetarea și protejarea patrimoniului cultural 